# 막스 라미레스
막스 라미레스 (Maximiliano R. Ramírez, 1984년 10월 11일 ~ )는 베네수엘라 출신의 미국 프로 야구 캔자스시티 로얄스의 선수이다. 2002년 넌 드래프트 (Non-Draft)로 애틀랜타 브레이브스에 입단했다. 이후 2007년 당시 클리브랜드 인디언스의 마무리 투수였던 밥 위키맨의 트레이드 상대로 클리브랜드 인디언스로 이적했으며, 이듬해인 2008년 다시 케니 로프턴과의 트레이드를 통해 다시 텍사스 레인저스로 팀을 옮겼다. 이후 자리를 잡지 못하다가, 2011년 보스턴 레드삭스로 트레이드되었으나, 다시 지명할당을 당하여 시카고 컵스가 그를 클레임하여 데려갔다. 2012년 시즌 후 캔자스시티 로얄스와 마이너 계약을 했다.

## 통산 기록
| 년도 | 팀  | 타율 | 경기수 | 타수 | 안타 | 2루타 | 3루타 | 홈런 | 타점 | 득점 | 도루 | 실패 | 볼넷 | 삼진 | 병살타 | 출루율 | 장타율 | OPS  |
| 2008 | TEX | .000 | 0      | 0    | 0    | 0     | 0     | 0    | 0    | 0    | 0    | 0    | 0    | 0    | 0      | .000   | .000   | .000 |
| 2010 | TEX | .000 | 0      | 0    | 0    | 0     | 0     | 0    | 0    | 0    | 0    | 0    | 0    | 0    | 0      | .000   | .000   | .000 |
| 통산 |     | .000 | 0      | 0    | 0    | 0     | 0     | 0    | 0    | 0    | 0    | 0    | 0    | 0    | 0      | .000   | .000   | .000 |